# Adriane Wachholz
Adriane Wachholz (* 1979 in Oppeln) ist eine deutsche Künstlerin polnischer Herkunft, die mit den Medien Zeichnung, Installation und Video arbeitet.

## Leben und Werk
Von 2000 bis 2003 studierte sie Freie Kunst im Bereich Film/Video an der Kunstakademie Münster bei Andreas Köpnick. Anschließend nahm sie am Erasmus-Programm an der École supérieure des beaux-arts de Genève in Genf (heute HEAD), im Bereich der experimentellen Zeichnung und Performance, teil. 2005 setzte sie anschließend ihr Studium in der Klasse für Installation und Bildhauerei bei Guillaume Bijl fort, bei dem sie seit 2006 als Meisterschülerin, 2007 ihr Studium abschloss.
Wachholz lebt und arbeitet in Berlin und im Ruhrgebiet.

## Auszeichnungen und Stipendien
2007 wurde Wachholz mit dem Ida-Gerhardi-Förderpreis ausgezeichnet. 2008 erhielt sie den Nam June Paik Award Förderpreis der Kunststiftung NRW (Kategorie: National) für „herausragende elektronische und digitale Kunstwerke“. 2009 war Wachholz Hauptpreisträgerin des DEW 21 Kunstpreises in Dortmund. Des Weiteren erhielt sie 2012 den Förderpreis der Kulturstiftung der Sparkasse Unna.
Wachholz nahm an verschiedenen Artist-in-Residence-Programmen teil und erhielt zahlreiche Stipendien:
- 2017 Projektförderung des Ministeriums für Kultur und Wissenschaft NRW
- 2016 Ruhrresidence der KunstVereineRuhr[4]
- 2014 Atelierstipendium des Salzamt Linz, Österreich[5]
- 2012 Ausstellungsförderung des Instituts für Auslandsbeziehungen (IFA) und der Gesellschaft zur Förderung der westfälischen Kulturarbeit (GWK)
- 2010 Wilhelm Morgner Stipendium, Soest[6]
- 2010 Saari Residenz der Kone Stiftung, Finnland
- 2009 Nes Artist Residenz, Island
- 2008 Bellevue-Saal Stipendium, Wiesbaden[7]
- 2004 Freemover Stipendium des Deutschen Akademischen Austauschdienstes (DAAD)

## Werkgruppen
Wachholz Arbeiten lassen sich in verschiedene Werkgruppen aufteilen:
- Raumbezogene Arbeiten/ortsbezogene/zeichnerische Rauminterventionen/Projektionen
- Analoge Projektionen
- Arbeiten auf Papier
- Skulpturale Zeichnungen

## Werke im öffentlichen Raum

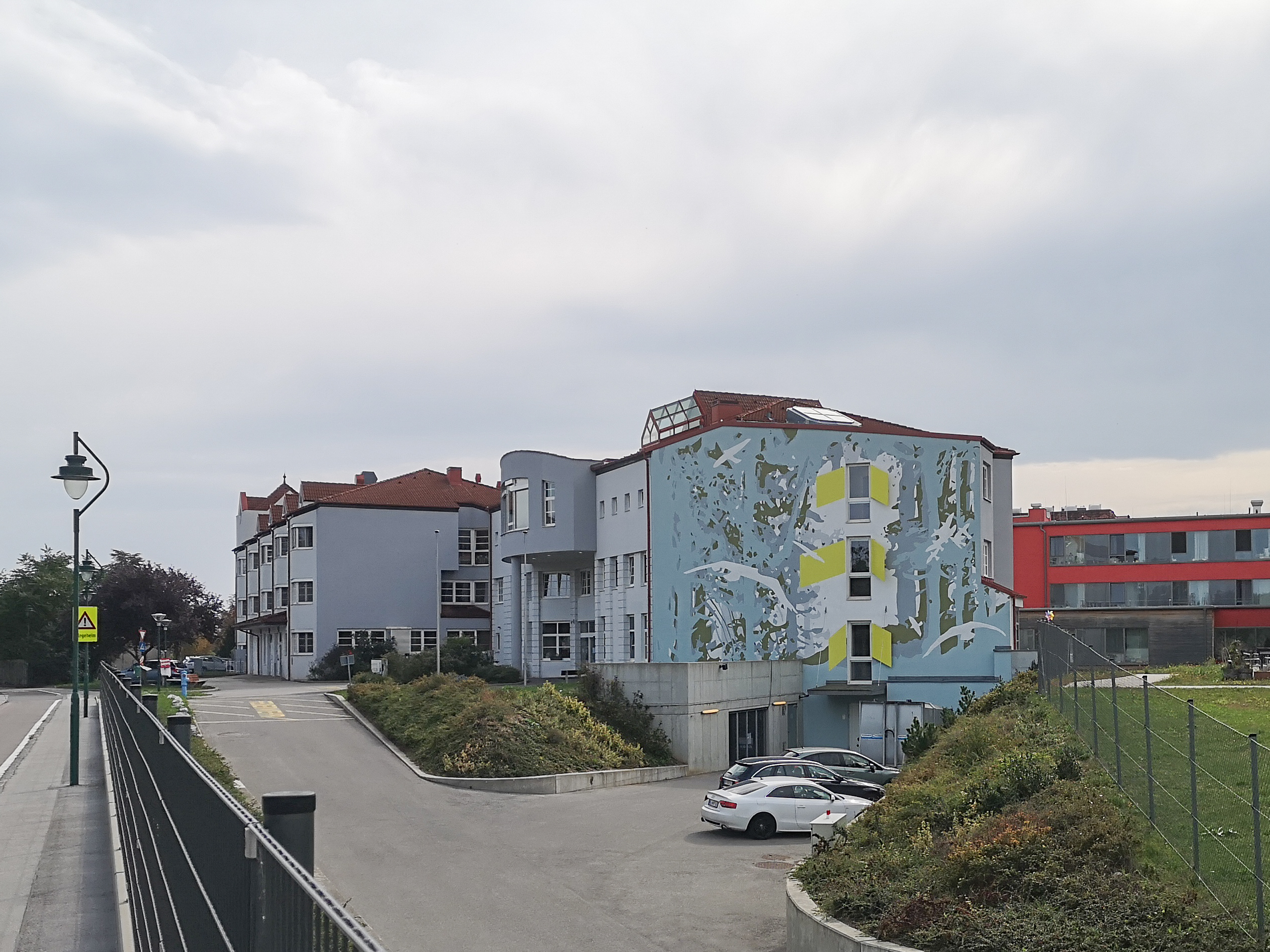
Coming home (2013)

- 2016 COMING HOME, Wandmalerei, Ferdinand-Buchberger-Gasse, Landespflegeheim Mödling, Österreich
- 2013 COMING HOME, installative Wandmalerei, Grenzgasse, Landespflegeheim Mödling, Österreich[8]

### Monografien
- Adriane Wachholz, Coming Home, Text: Cornelia Offergeld, (Hrsg. Amt der Niederösterreichischen Landesregierung, Abteilung Kunst und Kultur) St. Pölten, 2013
- Adriane Wachholz, every context has its frame, Text: David Riedel, (Hrsg. Kunsthalle Bielefeld) Druckverlag Kettler, Bönen, 2012
- Adriane Wachholz, Wilhelm Morgner Stipendium, Druckverlag Kettler, Bönen, 2011
- Adriane Wachholz, Text: Sascha Winter, extra verlag, Berlin, 2010
- Bellevue-Saal Stipendium 2008, Text: Ulrike Brandenburg (Hrsg. Ulrich Meyer-Husmann) Mainz, 2008
- zu Hause im Grünen, Wewerka Pavillon Münster, Text: Gail Kirkpatrick (Hrsg. Kunstakademie Münster) Münster, 2008

### Publikationen zu Gruppenausstellungen (Auswahl)
- Kemnade klingt! Kunstverein Bochum, Text: Reinhard Buskies, (ed. Kunstverein Bochum) Hattingen, 2016
- 5 x 3 – Kunstraum Düsseldorf, Text: Jan-Philipp Fruehsorge, (Hrsg. Landeshauptstadt Düsseldorf) Düsseldorf, 2016
- WIN-WIN EG-Null – Raum für junge Kunst, Generali Deutschland, Kerber Verlag, Bielefeld, 2015
- RuhrKunstSzene – Fünfzig Positionen, Zehn Museen, Eine Ausstellung, Kerber Verlag, Bielefeld, 2014
- (Nie)porzadek, (Dis)order (Hrsg. Galeria Sztuki Współczesnej) Opole, Polen, 2012
- hbf-häuser, bilder, fenster 2012 (Hrsg. ISG, Bahnhofsviertel Münster e.V.) Münster, 2012
- Entwürfe (Hrsg. Verein Entwürfe für Literatur) Zürich, 2011
- Kunstwelten (Hrsg. Boesner GmbH) Witten, 2011
- NamJunePaik Award 2010 (Hrsg. Regina Wyrwoll), Walther König, Köln, 2010
- Jetzt und Damals (Hrsg. Hilke Gesine Möller) Lüdenscheid, 2010
- Lido 11 (Hrsg. Gertrud Peters, KIT) Düsseldorf, 2009
- digital image not available (Hrsg. Christoph Platz) Münster, 2008
- Ida Gerhardi Förderpreis 2007 (Hrsg. Hilke Gesine Möller) Lüdenscheid, 2007
- Die Zeichnung als Medium der Reflexion (Hrsg. Kunsthaus Essen e.V.) Essen, 2006